# Nintendo Switch 2
Die Nintendo Switch 2 (auch nur Switch 2, interner Codename Ounce) ist eine hybride Videospielkonsole des japanischen Unternehmens Nintendo. Sie ist der Nachfolger der Nintendo-Switch-Konsole und größtenteils abwärtskompatibel mit deren Spielen und Controllern. Sie wurde am 16. Januar 2025 angekündigt und ist am 5. Juni 2025 weltweit erschienen. Mit 5,82 Mio. Verkäufen kurz nach Veröffentlichung (Stand 30. Juni 2025) ist dies nicht nur der beste Konsolenstart für Nintendo, sondern auch der bislang erfolgreichste Start einer Konsole überhaupt.

## Geschichte

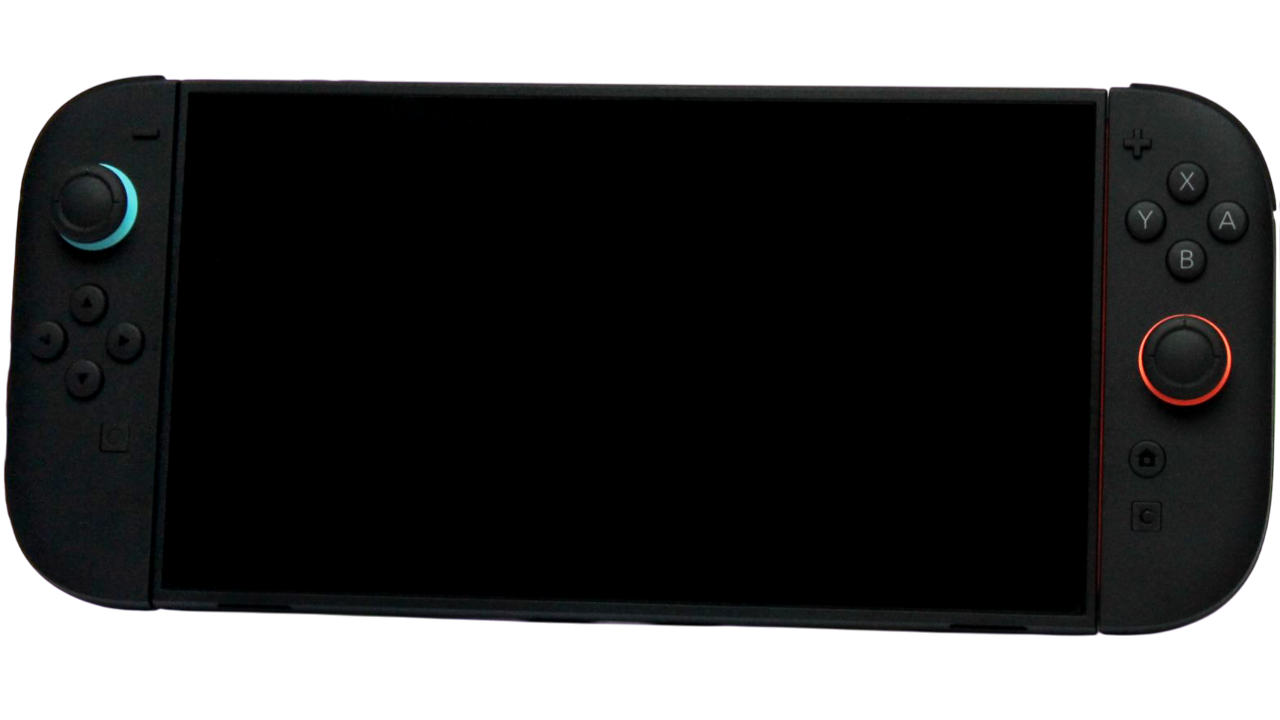
Die Nintendo Switch 2 mit angeschlossenen Joy-Con-2-Controllern

Die Nintendo Switch 2 wurde erstmals offiziell am 16. Januar 2025 von Nintendo durch einen Trailer angekündigt. Weitere Informationen folgten in einer Nintendo Direct am 2. April 2025. Es wurden erste Spiele, ein Veröffentlichungsdatum und der Preis bekanntgegeben. Auch technische Informationen wurden veröffentlicht. In zwei Nintendo Treehouse: Live-Events am 3. und 4. April wurde das Gameplay einiger Spiele ausführlicher gezeigt. Die Konsole konnte in Europa ab der Ankündigung bei verschiedenen Anbietern vorbestellt werden, und ab dem 8. April auch offiziell im My Nintendo Store durch ein Einladungs-Ticket, wofür bei den Interessenten bestimmte Anforderungen erfüllt sein mussten.
Am 27. Mai 2025 tauchte ein Video zur Konsole auf, in dem die Konsole samt Verpackung und deren Inhalt, der Einrichtungsprozess, das Home-Menü und die Systemeinstellungen gezeigt wurden. Nintendo hat entsprechende Maßnahmen getroffen, um die vorzeitige Nutzung einzuschränken, indem z. B. das Abspielen von Spielen erst nach einem Softwareupdate möglich wird.
Die Konsole erschien weltweit am 5. Juni 2025 zusammen mit der Rekordzahl von 25 Launchtiteln.

## Hardware

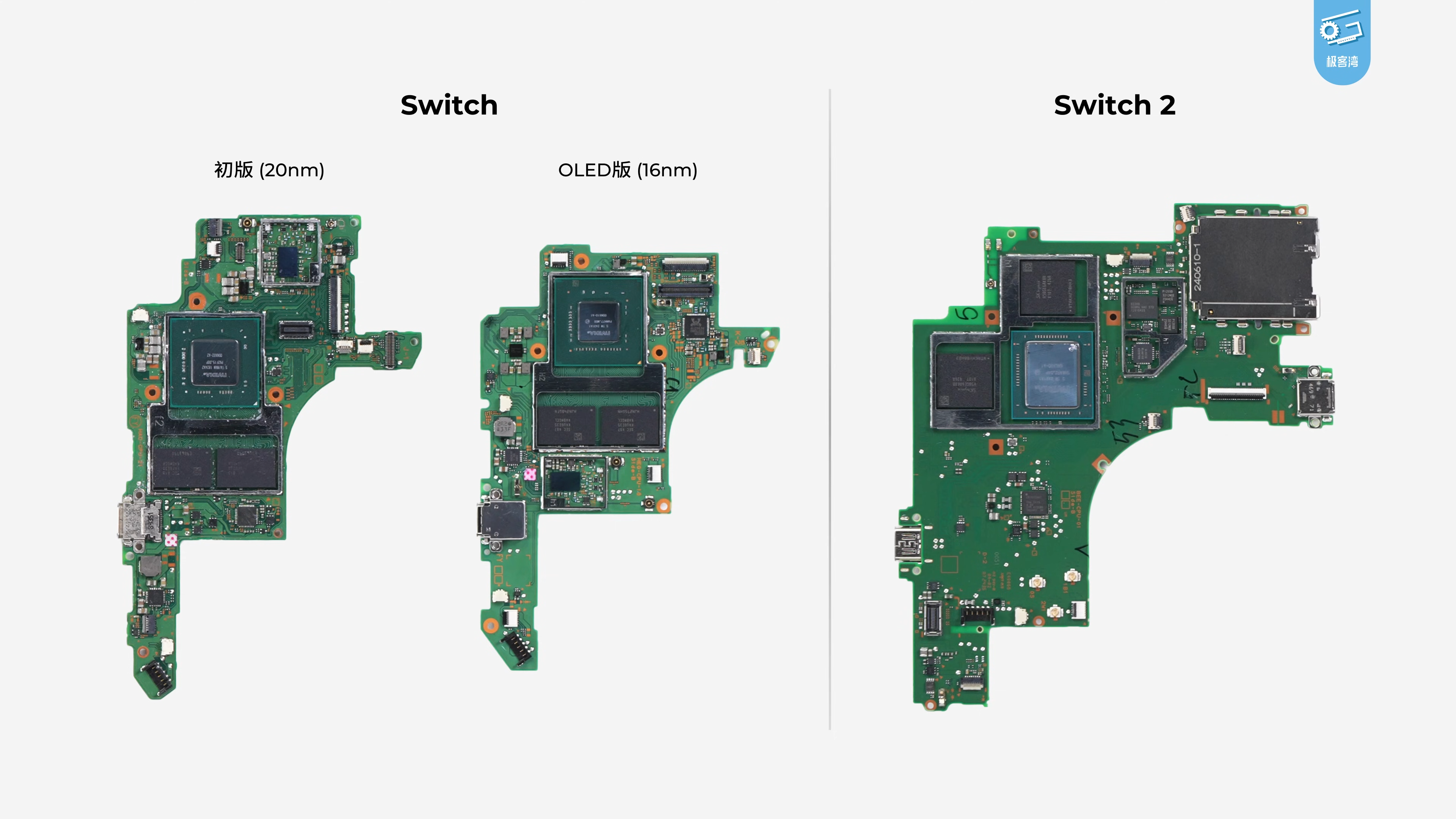
Vergleich der Systemplatinen von Nintendo-Switch-Konsolen

Die Nintendo-Switch 2-Konsole verfügt über einen Nvidia Tegra T239 System-on-a-Chip (SoC), welches unter anderem Deep Learning Super Sampling (DLSS) und Raytracing unterstützt und, laut Nvidia, eine 10-mal höhere Rechenleistung im Vergleich zur Vorgängerkonsole bieten soll. Die Konsole besitzt nun einen 256 GB großen internen Speicher, der sich mittels microSD-Express-Karten erweitern lässt. Normale microSD-Karten, die nicht dem Express-Standard entsprechen, können nur für aufgenommene Video- und Bildformate verwendet werden. Die Konsole verfügt außerdem über ein 7,9-Zoll-LCD-Panel (20 cm), das eine 1080p-Auflösung, HDR10- und VRR-Unterstützung bietet und eine Bildwiederholfrequenz von bis zu 120 Hz in kompatiblen Spielen ausgibt. Das mitgelieferte Dock unterstützt eine Auflösung von bis zu 4K mit 60 fps, wenn es an einen externen Bildschirm angeschlossen ist.

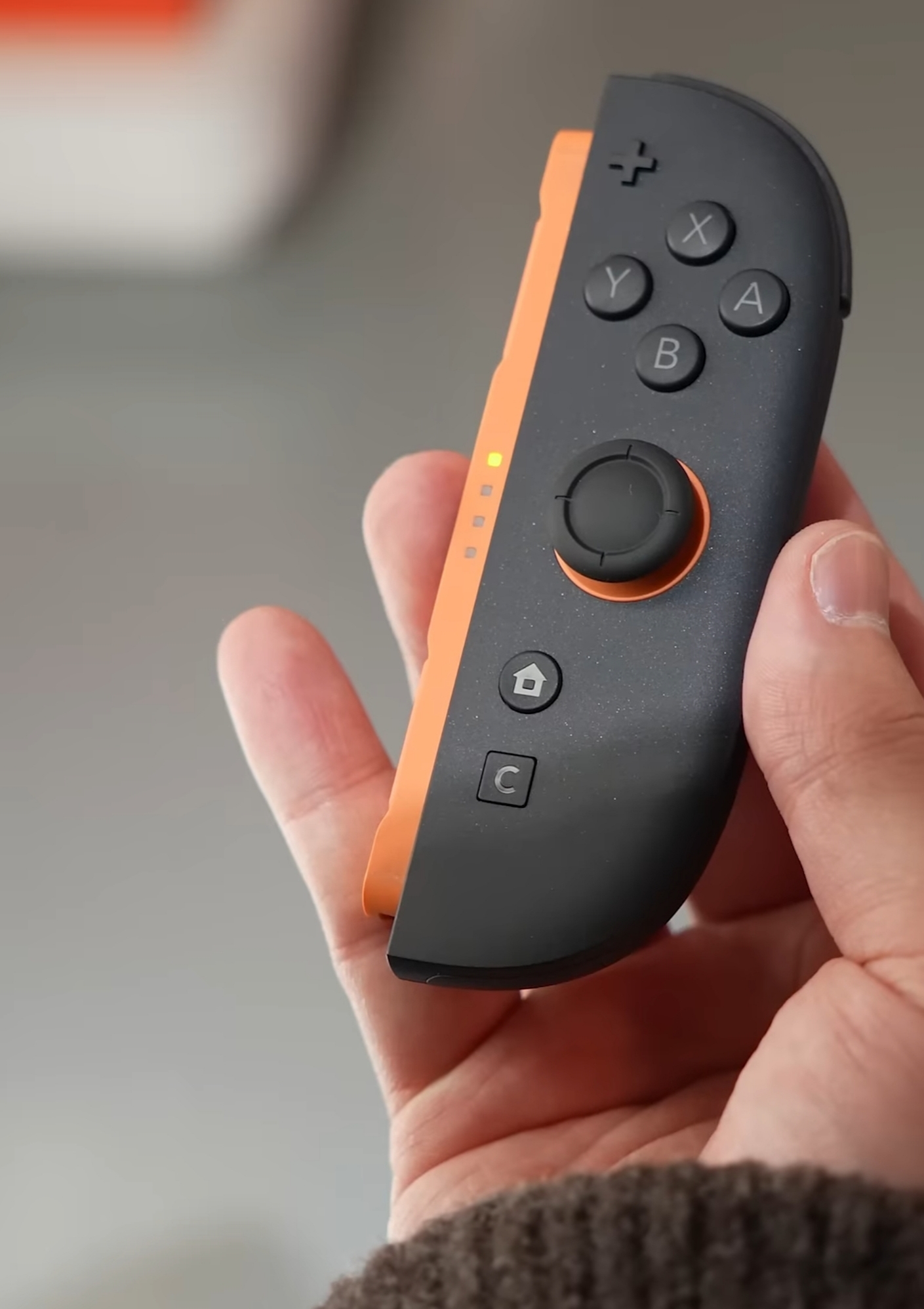
Rechter roter Joy-Con 2 mit dem neuen C-Knopf unter der Home-Taste

Die Joy-Con-2-Controller werden magnetisch befestigt und verfügen über größere Tasten und Joysticks als beim Vorgänger. Ein neuer „C“-Knopf ermöglicht die Steuerung für den Sprach- und Videochat (namentlich 'GameChat'). Auch ein neuer Nintendo Switch 2 Pro Controller ist erhältlich, wobei sowohl die Joy-Con als auch der Pro Controller der älteren Generation mit der Nintendo Switch 2 kompatibel sind. Die Joy-Con-2-Controller verfügen jeweils über einen neuen Sensor an den Magnetverbindungen, die eine Steuerungsmöglichkeit als Computermaus ermöglichen, indem man sie hochkant über ebene Flächen bewegt. Der Infrarotsensor bei den rechten Joy-Con-Controllern der ersten Generation ist bei den neuen Joy-Con 2 nicht mehr vertreten.

## Software
Die Nintendo Switch 2 verfügt über den neuen Sprach- und Videochat GameChat, welcher es ermöglicht, sich innerhalb von aktiven Spielsitzungen zu unterhalten. Dieser funktioniert durch ein eingebautes Mikrofon in der Konsole und einer optional erhältlichen Videokamera. Die neue Funktion „GameShare“ ermöglicht lokalen Multiplayer mit nur einer Spielkopie. Da die vorinstallierte Softwareversion diese Funktionen nicht beinhaltet, ließen sich diese erst nach einem System-Update freischalten, welches am Veröffentlichungstag verfügbar wurde.

### Spiele

#### Launchtitel
Folgende Spiele waren zum Verkaufsstart der Nintendo Switch 2 verfügbar:
| Titel                                                                 | Publisher          | Genre                  | Anmerkungen                                                                              |
| --------------------------------------------------------------------- | ------------------ | ---------------------- | ---------------------------------------------------------------------------------------- |
| Arcade Archives 2: Ridge Racer                                        | Hamster Corp.      | Rennspiel              |                                                                                          |
| Bravely Default Flying Fairy: HD Remaster                             | Square Enix        | JRPG                   | physisch nur als Softwareschlüssel-Karte                                                 |
| Cyberpunk 2077: Ultimate Edition                                      | CD Projekt Red     | RPG                    | komplett auf Cartridge                                                                   |
| Deltarune                                                             | Toby Fox           | RPG                    |                                                                                          |
| Fantasy Life i: Die Zeitdiebin – Nintendo Switch 2 Edition            | Level-5            | RPG                    |                                                                                          |
| Fast Fusion                                                           | Shi’nen            | Rennspiel              |                                                                                          |
| Fortnite                                                              | Epic Games         | Battle-Royale-TPS      |                                                                                          |
| Hitman World of Assassination                                         | IO Interactive     | Stealth                | physisch nur als Softwareschlüssel-Karte                                                 |
| Hogwarts Legacy                                                       | Warner Bros. Games | RPG                    | physisch nur als Softwareschlüssel-Karte                                                 |
| Kunitsu-Gami: Path of the Goddess                                     | Capcom             | JRPG                   |                                                                                          |
| Mario Kart World                                                      | Nintendo           | Rennspiel              | komplett auf Cartridge, auch als Bundle mit der Konsole verfügbar                        |
| Nintendo Switch 2 Welcome Tour                                        | Nintendo           | Tech Demo              | Vorstellungstour                                                                         |
| Nobunaga’s Ambition: Awakening Complete Edition                       | Koei Tecmo         | Strategiespiel         |                                                                                          |
| No Man’s Sky - Nintendo Switch™ 2 Edition                             | Hello Games        | Action-Adventure       |                                                                                          |
| Puyo Puyo Tetris 2S                                                   | Sega               | Geschicklichkeitsspiel |                                                                                          |
| Rune Factory: Guardians of Azuma – Nintendo Switch 2 Edition          | Marvelous          | JRPG                   | komplett auf Cartridge                                                                   |
| Sid Meier's Civilization VII                                          | 2K Games           | Strategiespiel         |                                                                                          |
| Sonic X Shadow Generations                                            | Sega               | Jump ’n’ Run           | physisch nur als Softwareschlüssel-Karte                                                 |
| Street Fighter 6                                                      | Capcom             | Kampfspiel             | physisch nur als Softwareschlüssel-Karte                                                 |
| Split Fiction                                                         | Electronic Arts    | Action-Adventure       | physischer Release nur als Downloadcode                                                  |
| Suikoden I & II HD Remaster                                           | Konami             | JRPG                   |                                                                                          |
| Survival Kids                                                         | Konami             | Action-Adventure       |                                                                                          |
| The Legend of Zelda: Breath of the Wild – Nintendo-Switch-2-Edition   | Nintendo           | Action-Adventure       | auch als Upgrade verfügbar, komplett auf Cartridge (Download eines Updates erforderlich) |
| The Legend of Zelda: Tears of the Kingdom – Nintendo-Switch-2-Edition | Nintendo           | Action-Adventure       | auch als Upgrade verfügbar, komplett auf Cartridge (Download eines Updates erforderlich) |
| Yakuza 0: Director’s Cut                                              | Sega               | Kampfspiel             | physisch nur als Softwareschlüssel-Karte                                                 |

#### Danach folgende Titel
Weitere Titel werden bzw. wurden nach dem Verkaufsstart der Konsole veröffentlicht, darunter Elden Ring, Drag x Drive, The Duskbloods, Hyrule Warriors: Chronik der Versiegelung, Kirby Air Riders, Metroid Prime 4: Beyond, Splatoon Raiders und Donkey Kong Bananza.  Für einige Nintendo-Switch-Spiele wurden Updates angekündigt, um sie auf Switch-2-Spiele aufzuwerten.

## Verkauf und Preise
Zum Verkaufsstart am 5. Juni 2025 kostete die Nintendo-Switch 2-Konsole bei Nintendo in der Standardvariante 469,99 Euro und im Bundle mit dem neuen Titel Mario Kart World 509,99 Euro. Die Preise für einige First-Party-Spiele liegen zwischen 70 und 90 Euro, was bereits in den Tagen nach der Vorstellung der Nintendo Switch 2 zu erheblicher Kritik an Nintendo geführt hat.

## Striktere Nutzungsbedingungen und AGB
Mit der Nutzung verbindet Nintendo strengere Nutzungsbedingungen als beim Vorgänger. So behält sich Nintendo vor, die Konsole mit ihren Internetservices komplett zu sperren, wenn nicht autorisierte Behandlungen erkannt werden oder ein „begründeter Verdacht“ bestehe. Da in der EU eine derart weitgehende Sperrung der gesamten Konsole (inkl. Hardware) illegal aufgrund stärkerer Verbraucherrechte als in den USA wäre, gilt dies dort nicht. Die Sperrmaßnahmen führen gar so weit, dass eine Sperrung bei Nutzung gebrauchter Spiele erfolgt, wenn die Spielekarte zuvor vervielfacht wurde, was für den Endkäufer gebrauchter Spielekarten nicht erkennbar ist. Ähnliche Probleme können beim Erwerb einer gebrauchten Switch 2 erfolgen. Hierbei wird eine Fehlermeldung mit dem Code 2124-4508 ausgegeben. Diese Angaben führen zu weiter Kritik in der Spiele-Community, auch weil unschuldige oder nicht vorsätzlich handelnde Spieler von den Sperrungen oder Einschränkungen betroffen sein können, auch weil man trotz Bezahlungen von seinen erworbenen Produkten ausgesperrt wird.
Darüber hinaus behält sich Nintendo vor, dass Inhalte von Usern in Game Chat von Nintendo aufgezeichnet und verarbeitet werden.
Einige Beobachter gehen davon aus, dass bestimmte Passagen rechtlich nicht erlaubt sind (vor allem in der EU) und gerichtlich anfechtbar seien.